# Singular
Singular é uma flexão gramatical de número (como o plural e o dual) da palavra que se refere a uma única coisa, como um indivíduo, um objeto, um ser ou uma ideia.

## Formação do singular
O singular é a forma padrão de uma palavra na língua portuguesa e na grande maioria das línguas, sem que haja alguma modificação especial. A alteração fica então para as palavras no plural.
Exemplos de palavras no singular: carro, pata, bola, brinquedo, andou, correu, etc.

### Substantivos de um só número

#### Apenas singular
Eventualmente pode-se empregar no plural, mas é incomum: a bondade, a caridade, a fé, a falsidade, o ouro, a prata, o cobre, a brisa, o oxigênio, a fome, a sede, a plebe, a gente, o pó, a neve, a lenha, o cristianismo, o nazismo, a sinceridade, a lealdade.

### Pronomes

#### Pronomes demonstrativos sempre no singular
- isto, isso e aquilo.

#### Pronomes indefinidos invariáveis
- algo, alguém, nada, ninguém, tudo, cada, outrem, quem, mais, menos, demais.

#### Pronomes relativos invariáveis
- que, quem, onde.